# ساکسون (حوزه سرشماری)، ویسکانسین
ساکسون (به انگلیسی: Saxon) یک منطقهٔ مسکونی در ایالات متحده آمریکا است که در شهرستان آیرن، ویسکانسین واقع شده‌است. ساکسون ۹۰ نفر جمعیت دارد و ۳۴۱٫۰۸ متر بالاتر از سطح دریا واقع شده‌است.